# ماسکا (فیلم ۲۰۲۰)
ماسکا (به هندی: Maska) فیلمی محصول سال ۲۰۲۰ و به کارگردانی نیراج اودوانی است. در این فیلم بازیگرانی همچون مانیشا کویرالا، جاوید جعفری، نیکیتا دوتا، شرلی ستیا، پریت کامانی، بومان ایرانی و سایروس ساهوکار ایفای نقش کرده‌اند.